# Atlas Technologies

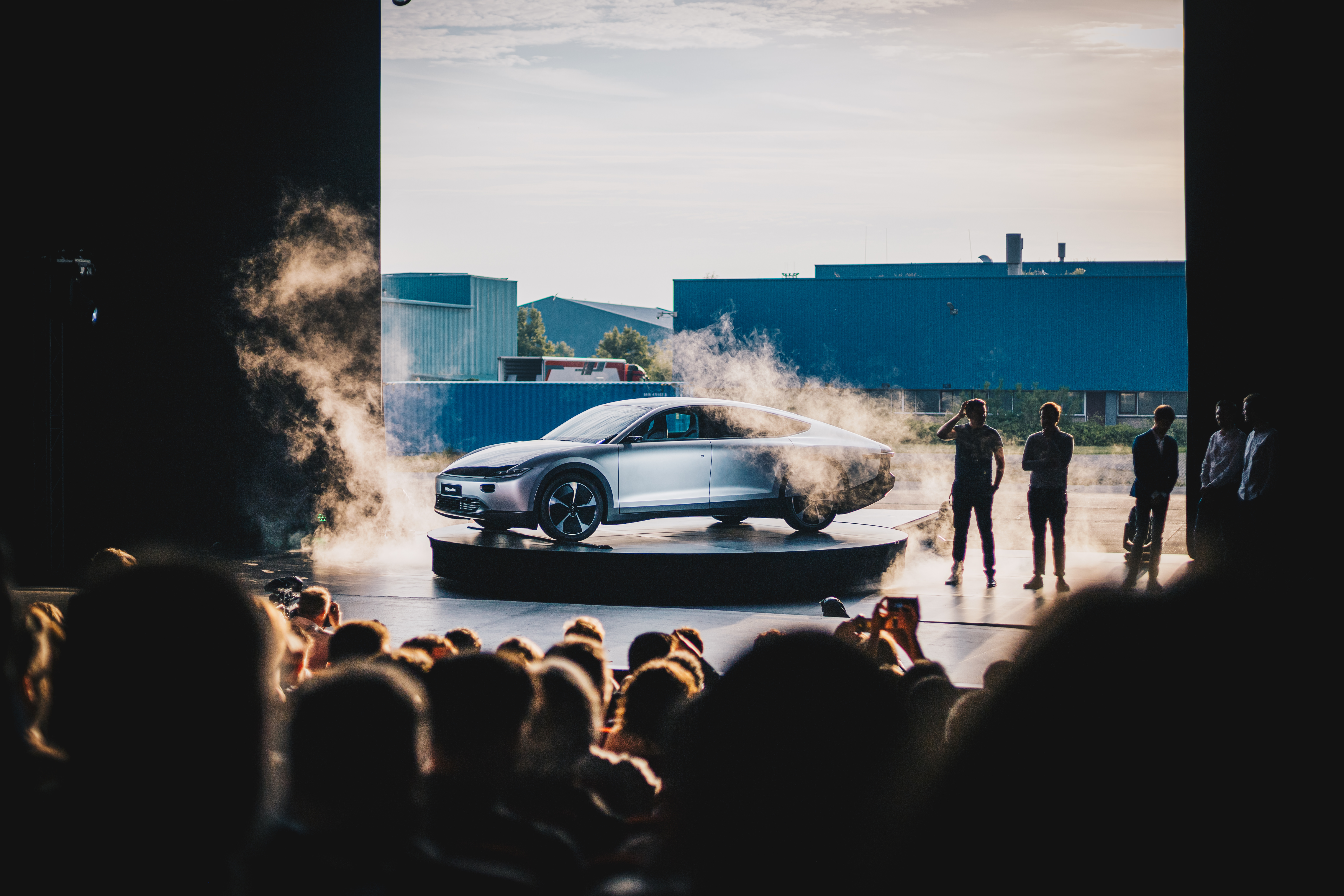
inauguracja marki Lightyear, 2019

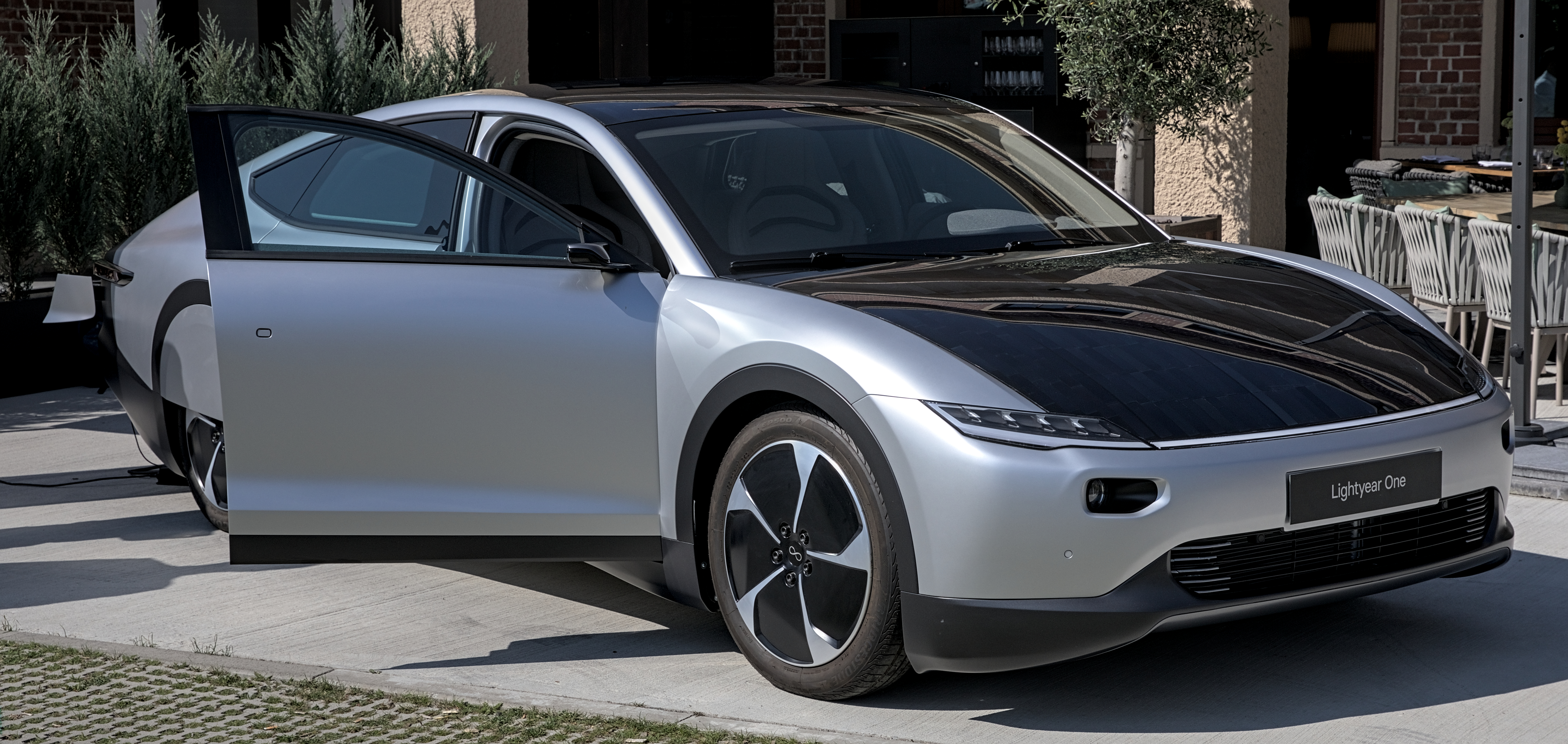
Lightyear 0 podczas Motoworld Munich 2021

Atlas Technologies N.V. – holenderski producent solarno-elektrycznych samochodów z siedzibą w Helmond działający od 2016 roku. Oferuje on pojazdy pod marką Lightyear.

## Historia

### Początki
Startup Atlas Technologies założony został jesienią 2016 roku przez grupę inżynierów z Uniwersytetu Technicznego w Eindhoven, doświadczonych udziałem w słynnych międzynarodowych zawodach World Solar Challenge odbywających się corocznie w Australii. Zbierając zespół doświadczonych we wcześniejszej pracy w branży motoryzacyjnej 90 inżynierów, firma obrała za cel rozwój samochodu o napędzie solarno-elektrycznym mającym znacznie zredukować potrzebę podłączania go do ładowania dzięki energii słonecznej, odróżniając się tym samym od koncepcji klasycznych pojazdów elektrycznych realizowanych przez konkurencyjne startupy z USA i Chin.

### Marka Lightyear
W lipcu 2019 roku Atlas Technologies zainaugurowało swoją markę samochodów Lightyear, prezentując przedprodukcyjny egzemplarz będącego we wstępnej fazie rozwoju modelu Lightyear One. Zaprojektowany przez włoskie studio projektowe Granstudio, wyróżnił się swoim solarno-elektrycznym napędem. Pierwotnie pojazd miał trafić do produkcji 2 lata po debiucie w 2021 roku, jednak potrzeba dalszych prac nad układem napędowym skłoniła firmę do przesunięcia pierwszych dostaw na lipiec 2022. W połowie 2021 roku holenderskie przedsiębiorstwo potwierdziło zawiązanie współpracy z fińskim przedsiębiorstwem Valmet Automotive, dotychczas doświadczonego w realizacji zleconej produkcji samochodów różnych firm z całego świata. Na mocy umowy pierwsze egzemplarze One'a miały zostać zbudowane w styczniu 2022 roku w zakładach w portowym mieście Uusikaupunki. Ostatecznie termin ten uległ jednak opóźnieniu, a w międzyczasie samochód zmienił nazwę na Lightyear 0.
Produkcja solarno-elektrycznego samochodu została ostatecznie uroczyście zainaugurowana z końcem listopada 2022, kończąc się zaledwie 2 miesiące później z powodu załamania sytuacji finansowej holenderskiego przedsiębiorstwa. Brak płynności, a także wysoka cena niskowolumenowego "0" skłoniła firmę do zmiany strategii i skoncentrowania się na rozwoju kolejnego modelu - znacznie tańszego, mniejszego crossovera Lightyear 2.

## Modele samochodów

### Historyczne
- Lightyear 0 (2022–2023)